# Oreogeton tibialis
Oreogeton tibialis är en tvåvingeart som beskrevs av Saigusa 1963. Oreogeton tibialis ingår i släktet Oreogeton och familjen Oreogetonidae. Inga underarter finns listade i Catalogue of Life.